# Басараб III Старый
Басараб III Старый (рум. Basarab cel Bătrân; ум. 1480) — господарь Валахии из династии Басарабов-Данешти (1473, 1474, 1474, 1475—1476, 1476—1477). Сын валашского господаря Дана II.

## Биография
В ноябре 1473 года молдавский господарь Стефан Великий вступил в Валахию, отстранил от власти турецкого ставленника Раду III Красивого и посадил на господарский престол в Валахии своего ставленника Басараба Старого.
В декабре того же 1473 года Раду Красивый изгнал Басараба Старого и вернул себе престол.
Весной 1474 года при помощи молдавского господаря Басараб Старый на короткое время вторично занял валашский престол, изгнав Раду Красивого, который вскоре вернул себе власть.
В сентябре-октябре 1474 года Басараб Старый в третий раз захватил валашский господарский престол, но вскоре был изгнан Раду Красивым.
В январе 1475 года после смерти Раду Красивого Басараб Старый при поддержке молдавского господаря Стефана Великого в четвёртый раз захватил валашский господарский престол. Басараб III переориентировался в своей политике на Османскую империю, чем вызвал недовольство своего союзника Стефана Молдавского.
В ноябре 1476 года венгры отстранили Басараба III от власти и вернули на валашский престол Влада Цепеша, который получил поддержку от Венгрии и Молдавии. Однако в декабре 1476 года Влад Цепеш сразу же развязал войну с Портой, в которой погиб.
После смерти Влада III Цепеша Басараб Старый в пятый раз был возведен на валашский господарский престол.
В ноябре 1477 года молдавский господарь Стефан Великий изгнал Басараба Старого из Валахии и посадил на валашский престол своего нового ставленника Басараба IV Тынэр (Молодого).
| Правители Княжества Валахия                               | |                                                                          |
| Предшественники: 1—4. Раду III Красивый 5. Влад III Цепеш | Господарь Валахии ноябрь-декабрь 1473, весна 1474, сентябрь-октябрь 1474, ноябрь-декабрь 1476, 1476—1477 | Преемник: 1—3. Раду III Красивый 4. Влад III Цепеш 5. Басараб IV Цепелюш |